# پیتر پومگرانته
پیتر پومگرانته (به انگلیسی: Peter Pomegranate) یک کشتی بود.